# Собаче серце (фільм, 1976)
«Собаче серце» (італ. «Cuore di cane», нім. «Warum bellt Herr Bobikow?») — італо-німецький драматичний фільм 1976 року режисера Альберто Латтуада, перша екранізація однойменного сатирико-фантастичного роману Михайла Булгакова, що був опублікований у 1925 році. Наступною екранізацією цього твору був однойменний двосерійний чорно-білий радянський телефільм 1988 року режисера Володимира Бортка.

## Сюжет
Професор Преображенський (Макс фон Сюдов) робить небувалий експеримент — пересаджує людський гіпофіз і сім'яні залози псові Бобикові. Експеримент вдався і в квартирі професора з'явився новий мешканець — Поліграф Поліграфович Бобиков (Кокі Понцоні)…

## Ролі виконують
- Макс фон Сюдов — професор Преображенський
- Елеонора Джорджі — Зіна, служниця
- Маріо Адорф — доктор Борменталь
- Кокі Понцоні[it] — Поліграф Поліграфович Бобиков
- Джина Ровере[it] — Дарія, кухарка

## Навколо фільму
- Персонаж оригінального твору Шариков у фільмі називається Бобиков.
- Роль професора Преображенського, якого грає Макс фон Сюдов, італійською мовою озвучував інший актор.